# Wybory prezydenckie w Irlandii w 1997 roku
Wybory prezydenckie w Irlandii w 1997 roku – wybory prezydenckie, które odbyły się w 30 października 1997 roku. Były to jedenaste wybory prezydenta w historii Irlandii.
Na miesiąc przed końcem kadencji dotychczasowej prezydent Mary Robinson, obowiązki prezydenta objęła Komisja prezydencka. Robinson zrezygnowała z prezydentury, ze względu na nową funkcję jako komisarza Narodów Zjednoczonych do spraw Praw Człowieka. 

## Kandydaci
- Mary McAleese (Fianna Fáil)
- Mary Banotti (Fine Gael)
- Dana Rosemary Scallon (kandydatka niezależna)
- Adi Roche (kandydatka niezależna)
- Derek Nally (kandydat niezależny)

## Wyniki wyborów
| Kandydat              | Liczba głosów | Procent głosów |
| --------------------- | ------------- | -------------- |
| Mary McAleese         | 574 424       | 45,24          |
| Mary Banotti          | 372 002       | 29,3           |
| Dana Rosemary Scallon | 175 458       | 13,82          |
| Adi Roche             | 88 423        | 6,96           |
| Derek Nally           | 59 529        | 4,69           |

Liczba osób uprawnionych do głosowania wynosiła 2 688 316. Oddano ważnych głosów: 1 269 836, nieważnych: 9 852 (0,7%). Frekwencja wyborcza wyniosła 47,6%.